# Fuori onda (programma televisivo)
Fuori onda è stato un programma televisivo italiano di genere talk show di attualità e politica, trasmesso ogni domenica alle 20:30 su LA7 dal 17 gennaio 2016 fino al 16 giugno 2016, condotto da David Parenzo e Tommaso Labate. Era uno spin-off del programma In onda.

## Sigla
La sigla della trasmissione è il brano Lost in the Weekend, cantato da Cesare Cremonini.

## Puntate e ascolti
| Puntata | Titolo                                       | Data             | Telespettatori | Share | Ospiti |
| ------- | -------------------------------------------- | ---------------- | -------------- | ----- | --- |
| 1       | Massoni e faccendieri minacciano il Governo? | 17 gennaio 2016  | 678.000        | 2,40% | Angelino Alfano, Maurizio Belpietro, Roberto Giachetti                                                                     |
| 2       | 1992-2016: qualcosa è cambiato?              | 24 gennaio 2016  | 687.000        | 2,39% | Paolo Cirino Pomicino, Andrea Romano, Emilio Fede, Antonio Di Pietro                                                       |
| 3       | Family day contro omosex: scontro finale     | 31 gennaio 2016  | 592.000        | 2,07% | Costanza Miriano, Rosario Crocetta, Andrea Rubera, Dario De Gregorio, Vittorio Sgarbi, Mario Borghezio, Cécile Kyenge      |
| 4       | Grillo e Alfano affondano le adozioni gay    | 7 febbraio 2016  | 635.000        | 2,39% | Marco Pannella, Philippe Daverio, Umberto Galimberti, Mario Adinolfi, Claudio Scajola, Antonio Bassolino, Massimo Giannini |
| 5       | L'Italia dei voltagabbana                    | 14 febbraio 2016 | 631.000        | 2,28% | Mara Carfagna, Vittorio Feltri, Dario Vergassola, Roberta Lombardi, Vincenzo D'Anna                                        |
| 6       | I due anni di governo Renzi                  | 21 febbraio 2016 | 745.000        | 2,67% | Ferruccio de Bortoli, Enrico Mentana, Erasmo D'Angelis                                                                     |
| 7       | Salvini contro gli intellettuali             | 28 febbraio 2016 | 788.000        | 2,82% | Matteo Salvini, Umberto Galimberti, Antonio Pennacchi                                                                      |
| 8       | Scelgono le donne                            | 6 marzo 2016     | 837.000        | 3,05% | Beatrice Lorenzin, Barbara Alberti, Anselma Dell'Olio, Filomena Gallo                                                      |
| 9       | Assalto a Renzi                              | 13 marzo 2016    | 705.000        | 2,56% | Bianca Berlinguer, Giampiero Mughini, Amalia Signorelli, Erasmo D'Angelis, Guido Bertolaso                                 |
| 10      | Salvini ha rottamato Berlusconi?             | 20 marzo 2016    | 636.000        | 2,36% | Matteo Salvini, Alessandro Sallusti, Philippe Daverio, Andrea Romano                                                       |
| 11      | Vegetariani contro carnivori                 | 27 marzo 2016    | 834.000        | 3,93% | Giulia Innocenzi, Gianfranco Vissani, Camillo Langone, Philippe Daverio                                                    |
| 12      | La guerra degli animalisti                   | 3 aprile 2016    | 557.000        | 2,18% | Giuseppe Cruciani, Rosita Celentano, Loredana Cannata, Giordano Bruno Guerri                                               |
| 13      | I veleni nel Governo Renzi                   | 10 aprile 2016   | 660.000        | 2,59% | Dario Nardella, Antonio Padellaro, Antonio Di Pietro                                                                       |
| 14      | Sta tornando tangentopoli?                   | 24 aprile 2016   | 767.000        | 3,17% | |
| 15      | Matteo Renzi conto i talk show               | 1º maggio 2016   | 861.000        | 3,42% | |
| 16      | Parla Nogarin, il sindaco 5 Stelle indagato  | 8 maggio 2016    | 582.000        | 2,48% | |
| 17      | Parla Pizzarotti: la mia verità              | 15 maggio 2016   | 771.000        | 3,15% | |
| 18      | Italia povera e disoccupata                  | 22 maggio 2016   | 787.000        | 3,53% | |
| 19      | L'Italia del sì, l'Italia del no             | 29 maggio 2016   | 754.000        | 3,30% | |
| 20      | L'Italia al voto: parola alle donne          | 5 giugno 2016    | 788.000        | 3,55% | |
| 21      | Urne aperte: silenzio si vota                | 16 giugno 2016   | 803.000        | 3,46% | |